# 藻螨威
藻螨威是一种含氮有机化合物，化学式为C12H17N3O2，是一种氨基甲酸酯类杀虫剂，但它无法抑制赤足根蟎的胆碱酯酶。